# Albert Hyzler
Albert Hyzler (ur. 20 listopada 1916 w Valletcie, zm. 26 października 1993) – maltański polityk, deputowany, minister w różnych resortach, od grudnia 1981 do lutego 1982 pełniący obowiązki prezydenta Malty.

## Życiorys
Był synem Josepha Hyzlera i Marietty Muscat Fenech. Ukończył studia medyczne na Uniwersytecie Maltańskim. W 1944 ożenił się z Mary Rose Petrocochino.
Po zakończeniu II wojny światowej zdecydował się na rozpoczęcie kariery politycznej. W 1947 został wybrany do Izby Reprezentantów z ramienia formacji Democratic Action Party, na czele której stał jego ojciec. W 1950 znalazł się poza parlamentem. W 1951 dołączył do Malta Workers Party i ponownie uzyskał mandat deputowanego. W rządzie Paula Boffy otrzymał funkcję ministra zdrowia, którą piastował przez trzy lata. Krytykował współpracę swojego ugrupowania z Partią Narodową, ostatecznie w 1953 przeszedł do Partii Pracy. Z jej ramienia czterokrotnie dostawał się do Izby Reprezentantów w kolejnych wyborach w 1955, 1962, 1966 i 1971.
W 1955 został ministrem zdrowia i spraw społecznych, funkcję tę pełnił do 1958. W czasie antybrytyjskich protestów w 1958 został aresztowany na 32 dni. Był współpracownikiem „Is-Sebh”, organu prasowego laburzystów. Po wyborach w 1971 został mianowany ministrem rozwoju, stanowisko to zajmował do 1974. Później od 1974 do 1976 ponownie był ministrem zdrowia. W 1976 zrezygnował z aktywności politycznej. Powrócił na krótko po kilku latach – od grudnia 1981 do lutego 1982 pełnił tymczasowo obowiązki prezydenta Malty.